# Ногаредо
Ногаре́до (итал. Nogaredo) — коммуна в Италии, располагается в провинции Тренто области Трентино-Альто-Адидже.
По данным на сентябрь 2017 года население составляет 2080 человек, плотность населения — 554 чел./км². Занимает площадь 3 км².
Посёлок получил своё название от латинского nux (рус. «орех»).
Первые упоминание о Ногаредо относится к одиннадцатому столетию. История коммуны связана в основном с династией Лодронов. В 1456 году Джорджио Лодрон и Пьетро Лодрон завоевали несколько замков в Кастельбарко, в том числе в Ногаредо. До 1703 года Ногаредо оставалось центром владений Лодронов.
В период охоты на ведьм в XVII и XVIII веках здесь было сожжено несколько местных крестьянок, суд над которыми был проведён во дворце Палаццо-Лодрон. В память об этом в XX веке был организован праздник чествования женщин «Календимаджо ди Ногаредо».
Покровителем коммуны почитается святой Леонард Ноблакский, празднование 13 декабря.